# Palazzo Assessorile
Il Palazzo Assessorile di Cles è un edificio medievale del Trentino, situato nel centro storico dell'abitato di Cles in provincia di Trento tra le due principali piazze pubbliche, Corso Dante e Piazza Granda.

## Storia
Il Palazzo Assessorile di Cles è citato per la prima volta nei documenti il 2 maggio 1356, anno in cui Iosio di Enrico di Sant'Ippolito, al tempo signore di Mechel, comperò da Giovanni di Arpone di Cles una casa-torre con cinta muraria. Tale struttura costituisce il nucleo originario del palazzo: costruita intorno al 1200, la torre, in pietra e provvista di feritoie, sorge sulle tracce archeologiche di un precedente analogo edificio, le cui fondamenta sono tuttora visibili attraverso le botole vetrate nella Sala della Colonna, al piano terra del palazzo. Inizialmente la torre era adibita a ponte di comunicazione visiva e a deposito per le derrate alimentari.
Gravemente danneggiata dalle rivolte contadine del Quattrocento (1407 e 1477), che distrussero il castello dei Sant'Ippolito a Mechel, la casa-torre passò alla nobile famiglia de Cles, che la trasformò nella sede del Capitano delle Valli del Noce. Si deve a Giorgio de Cles la ristrutturazione complessiva dell'edificio e l'inglobamento della casa-torre nell'attuale struttura con i volumi e l'elevazione ora visibili. Per celebrare il prestigio di famiglia, al termine dei lavori venne affrescato sulla facciata lo stemma de Cles (due leoni rampanti l'uno nell'altro, argento e rosso), datato 1484.
Nel 1538 il Principe Vescovo e Cardinale Bernardo Clesio lasciò in eredità il Palazzo al nipote favorito, Ildebrando, cavaliere e nobile dell'impero, capitano delle Valli del Noce e, dal 1529, marito di Anna Wolkenstein. A tali proprietari si devono le decorazioni rinascimentali che caratterizzano ancora oggi le sale del Palazzo.
Nel corso del Seicento, il Palazzo passò per un breve periodo alla famiglia Thun, la quale lo cedette alla Magnifica Comunità di Cles il 30 dicembre 1677.
Da questo momento in poi il Palazzo assunse funzioni amministrative e giudiziarie, come testimonia la lapide murata sopra il portale gotico nel 1679 («...fu comperata dai clesiani acciò il foro assessorale fosse costantemente e per sempre nel borgo di Cles, perché prima non aveva un luogo fisso...»). Da qui deriva il nome di Palazzo Assessorile, in quanto sede degli uffici dei giudici delle Valli di Non e di Sole, detti appunto Assessori, e delle prigioni. L'Assessore delle Valli, un notabile esperto in legge, amministrava la giustizia per conto del Capitano ed indirettamente del Principe Vescovo, applicando gli statuti del 1407.
In realtà soltanto in epoca napoleonica, e più precisamente nel 1814, il terzo piano venne ufficialmente adibito a carcere e tale rimase fino al 1975. La modifica costrinse ad erigere divisorie all'interno delle antiche stanze signorili e a rivestire le pareti dei locali con un doppio tavolato in legno di larice. Grazie a questo espediente gli affreschi del terzo piano, commissionati da Anna Wolkenstein a metà del Cinquecento, sono rimasti conservati fino all'accurato restauro del palazzo, concluso nel 2009, mentre una prima campagna di scoprimento e restauro dei dipinti era già stata realizzata all'inizio del Novecento.
Su pressioni delle autorità di tutela delle opere d'arte nel corso del Novecento l'edificio ha perso la sua funzione giudiziaria, ereditata dall'antistante settecentesco Palazzo Dal Lago de Sternberg, oggi sede del tribunale, ed è diventato dapprima sede del municipio e del consiglio comunale, in seguito luogo per conferenze ed esposizioni d'arte.

## Architettura
Il Palazzo Assessorile di Cles è un connubio fra gotico veneto e nordico, retaggi medioevali e innesti rinascimentali.
Dell'antica casa-torre, perfettamente leggibile da terra fino al secondo piano, permangono i muri perimetrali. All'esterno se ne riconosce l'angolatura in pietra sul lato ovest e all'interno è evidente la diversa tessitura muraria, confermata dalla presenza di due feritoie in corrispondenza della scalinata. 
Si trattava di un robusto edificio a pianta quadrata elevato su tre piani, sorretti da mensole di pietra e legno, e coronato da una merlatura alla ghibellina. L'accesso alla torre avveniva attraverso una porta che si trovava a diversi metri dal suolo mediante scala a mano. Il piano terra invece, usato come cantina e dispensa, era raggiungibile tramite una botola nel pavimento e poteva essere utilizzato anche come prigione o cisterna.
A seguito dell'ampliamento voluto da Giorgio de Cles e terminato nel 1484, grazie all'accorpamento della casa-torre, l'edificio si trasformò in palazzo: una massiccia costruzione, elevata su tre piani, decorata in facciata con finestre, bifore ad arco trilobo cuspidato con capitelli decorati a elementi vegetali (identiche a quelle della facciata di Castel Casez nel comune di Sanzeno) e un elegante portale ogivale. Le due bifore centrali al secondo piano rinserrano il portalino in pietra rossa, identico a quello interno al primo piano, porta d'ingresso alla stanza dell'antica torre (Sala della Colonna). Osservando tra le due bifore della parte destra di facciata si può notare la traccia di una meridiana, di cui si conserva solo lo gnomone. Il periodo medioevale riecheggia all'esterno nella parte sommitale merlata, dove trovano posto feritoie ad occhiello e caditoie a naso poste sotto la linea di gronda, tipiche della tradizione difensiva nordica. Ulteriore aspetto medioevale è dato dal torricino posto sul lato nord.
Ildebrando di Jacopo de Cles, noto anche come Aliprando, e marito di Anna Wolkenstein, ereditò il palazzo nel 1538 dal Principe Vescovo Bernardo Clesio. Il nobile spostò la sua residenza all'interno dell'edificio inaugurando una stagione di splendidi interventi di decoro rinascimentale. Per adornare le sale del secondo piano Ildebrando convocò uno dei più grandi artisti trentini dell'epoca, Marcello Fogolino, già autore degli affreschi di Castel Cles e del Magno Palazzo di Trento. Gli affreschi del Fogolino rivestono le pareti con motivi vegetali che racchiudono figure mitologiche, allegorie e motivi araldici.
Tra i capolavori del secondo piano vi è la cosiddetta "Sala del Giudizio", detta anche "Baronale" o "del Consiglio", recante un affresco inerente all'allegoria dell'Amicizia e una serie di altre figure moraleggianti. La parete principale allude alla sublimazione dei vizi umani. La figura centrale è quella di Diana, dea della luce e delle selve, nonché simbolo di castità. In tutta la sala trionfano varie figure mitologiche (nereidi, amorini, satiri, tritoni e putti) e trovano spazio numerose scritte in greco e in latino, tra queste il lamento di Giobbe taedet animam meam (mi disgusta la mia anima).
Cuore del secondo piano è il "Salotto del Balcone", illuminato dal portalino e dalla coppia di bifore. L'arte del Fogolino si esprime in tale sala nelle decorazioni a grottesca, datate 1543 e principalmente incentrate sugli animali legati al culto di Bacco (capre, lupi, draghi alati…).
Un intreccio di tralci vegetali funge da struttura portante per la decorazione e termina su tutti i lati con figure di satiri con la testa cinta d'edera. Al centro dell'affresco troneggiano i leoni rampanti simbolo del casato de Cles.
La "Stanza dell'Erker", databile tra il 1560 e il 1580 e oggi spazio per la celebrazione dei matrimoni civili, fu affrescata da un maestro di scuola fogoliniana. Le quattro lunette rappresentano le stagioni, circondate da divinità quali Bacco e Cerere e da varie figure mitologiche. Nei cartigli si leggono scritte quali "Da queste luci il splendor nostro nasce", "Sol la tua luce lombra remove", "Cossi risplende divin cortese il nome". 

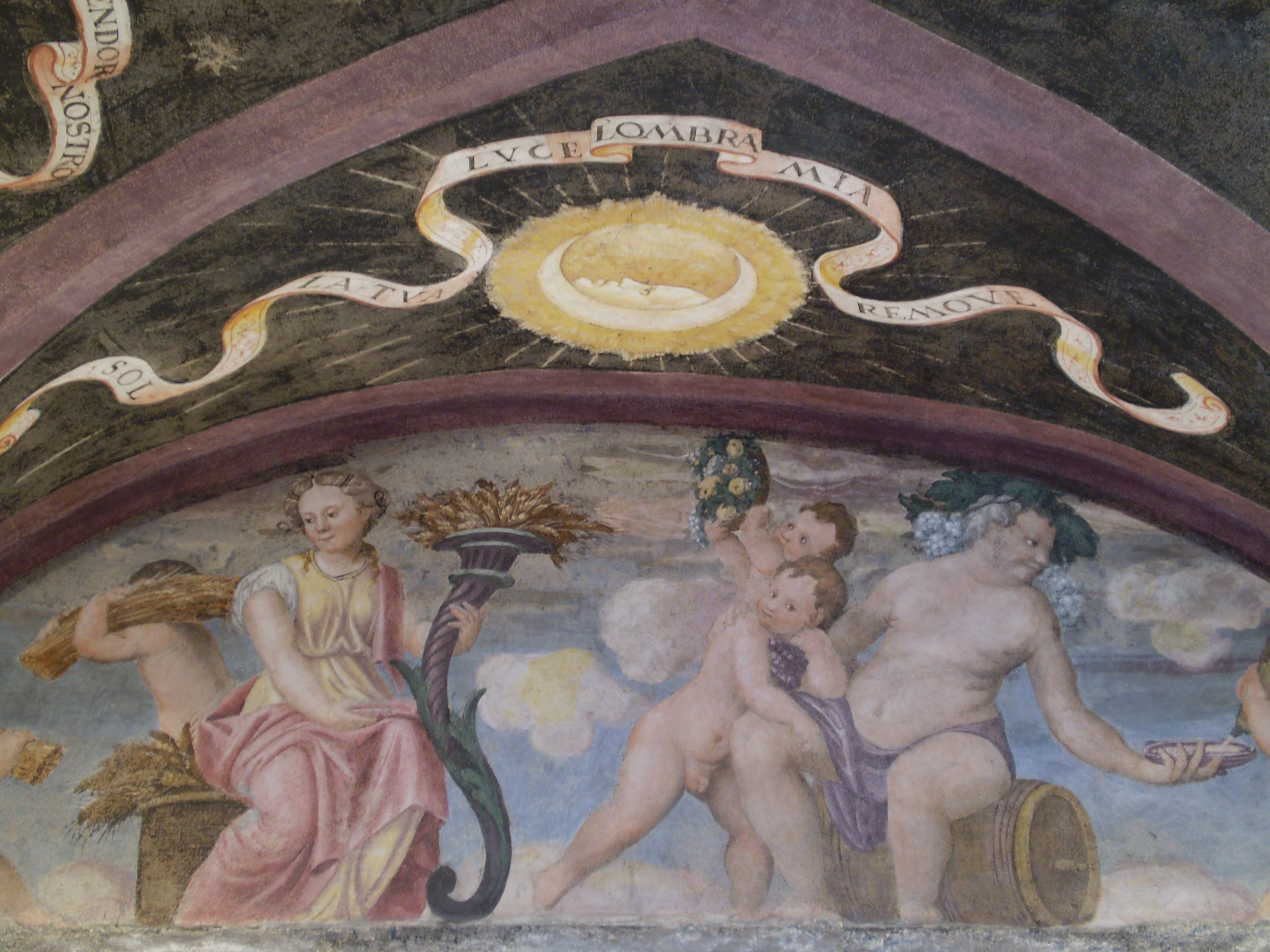
Una delle quattro lunette nella Stanza dell'Erker

È evidente l'intento apologetico del committente, culminante nella rappresentazione del Sole e della Luna.
Completa l'elenco delle stanze del secondo piano il vestibolo con soffitto ligneo, pareti affrescate a bande monocolore bianche e rosse ed un complesso fregio decorato con creature ibride in parte umane ed in parte vegetali.
Nel 1551 Ildebrando lasciò il palazzo alla moglie Anna, la quale avviò l'ultima fase di decorazione delle stanze site al terzo piano, che vennero affrescate da un autore nordico. Tra queste le tre stanze di facciata, quasi certamente riservate ad Anna ed Ildebrando, costituiscono il fiore all'occhiello dell'intero palazzo.
Nella cosiddetta "Stanza degli Dei" è tuttora visibile l'anello superiore affrescato nello stile della grottesca, nel quale sono rappresentati animali fantastici, enormi galline, capri, mostri, amorini con frecce e fiaccole e soprattutto aggraziati levrieri bianchi e neri che rincorrono lepri lungo rami attorcigliati, il tutto su di un originale sfondo giallo puntinato. Sopra la porta e le finestre compaiono le figure mitologiche di Marte, Diana e Giove. Una quarta divinità, posta sulla parete occidentale e molto probabilmente femminile, è andata perduta. L'affresco propone chiari riferimenti all'ostentazione del potere ed all'esaltazione della signoria committente.
La "Stanza di Anna", la più importante e preziosa del Palazzo, riporta innumerevoli volte nella tappezzeria affrescata il monogramma ANNA, intrecciato nelle decorazioni bianche e rosse. L'anello superiore, invece, è un raro esempio di rappresentazione a monocromo, rosso, su sfondo blu. Il riquadro principale, posto sulla parete nord, rappresenta una parata trionfale della famiglia di Ildebrando de Cles e Anna Wolkenstein; i due protagonisti si riconoscono al centro della scena, con Anna significativamente ritratta in primo piano rispetto al marito; tutt'intorno la corte è rappresentata in una scena di caccia col falcone, assistita dai levrieri. Il riquadro sulla parete sud rappresenta invece la mitica Uccisione del cinghiale di Calidone da parte di Meleagro; la scena, rara in Trentino, denota un grande dinamismo ed un'espressività monumentale tipica del Rinascimento. Sulla parete ovest il terzo riquadro rappresenta una non ben definita battaglia fra soldati. Ulteriore pregio della stanza è dato dal pavimento in battuto di calce, del quale si può ancora notare traccia dell'antica colorazione rossa. 

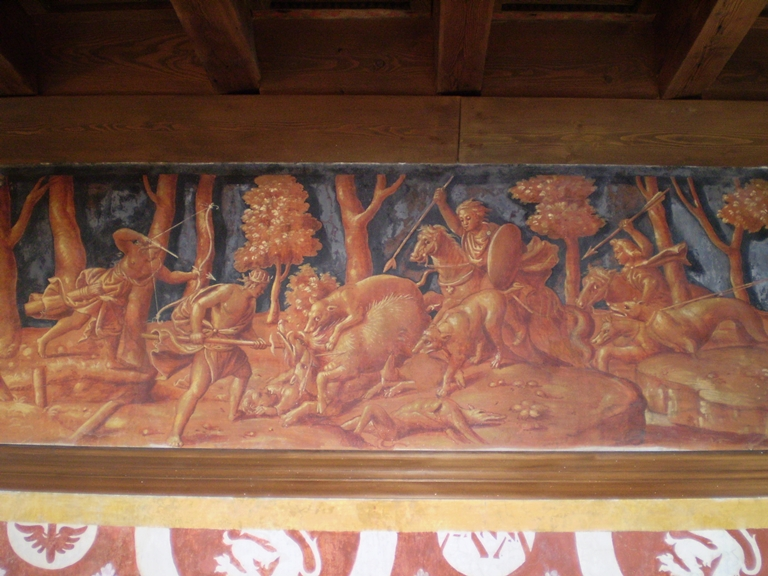
LUccisione del cinghiale di Calidone da parte di Meleagro nella Stanza di Anna

La "Stanza di Apollo" presenta un'elaboratissima tappezzeria affrescata a quadri bianchi e rossi, lavorati agli angoli e nella parte centrale. Al centro delle tre pareti, nella fascia sovrastante, troneggiano i mezzibusti del dio Apollo, di Geta (figlio dell'imperatore Settimio Severo) e di Agrippina (intendendo probabilmente la madre di Nerone), decorati da intrecci di vegetazioni a grottesca ancora una volta su sfondo giallo. Non sono ancora chiare le relazioni fra i personaggi di questa stanza e nemmeno i significati per cui sono stati scelti a campeggiare al centro delle pareti; spiccano però l'eroismo e lo spirito di sacrificio, affiancati dal tema della fedeltà coniugale e della valorizzazione del ruolo della donna. Anche in questo locale troviamo l'originale pavimento in battuto di calce, già visto nella Stanza di Anna.
Le tre stanze situate entro il perimetro dell'antica torre ("Vestibolo", "Stanza del Camino" e "Stanza del Torricino") ospitano un originale e complesso ciclo di affreschi di ispirazione biblica e di scuola nordico-tedesca. L'intero piano mantiene lo schema della tappezzeria nella parte inferiore (principalmente una decorazione bicromatica bianca e rossa) mentre l'anello superiore presenta raffigurazioni dai colori cupi e freddi, tipici della tradizione nordica. Ulteriore elemento d'interesse è dato dai graffiti incisi sulle pareti dai prigionieri delle carceri nel periodo antecedente la copertura lignea delle stesse. Oltre mille scritte trasmettono la sofferenza e le vicende degli occupanti e sono attualmente in fase di studio.

## Esposizioni
2000
- Finestra sull'arte delle Valli del Noce e immagini del territorio: cartografia nonesa e solandra fino al XX secolo

2001
- Maestri del Novecento trentino nella collezione della Cassa di Risparmio di Trento e Rovereto
- Silvano Nebl (Cles 1934 - 1991): un mosaico di luce. Mostra antologica a dieci anni dalla scomparsa

2002
- Le macchine parlanti – mostra di radio d'epoca a cura di Sergio Uber
- Retrospettiva con dipinti e grafica disegnata di Jole D'Agostin
- Bepina Cappello (Giuseppina) pittrice (Cles 1908 – 1972). Mostra antologica del 30º anniversario
- Bassorilievi in legno di Norberto Zadra

2003
- Un parco per l'orso
- Mostra del pittore Enrico Ferrari
- Artisti e collezionisti a Cles
- Mostra di merletti a fuselli ieri e oggi

2004
- Metamorfosi del paesaggio clesiano: trasformazioni del territorio di Cles nel XX secolo
- S.Giustina: i colori e i riflessi di un lago

2009
- Anno Nove: Andreas Hofer a Cles e nelle Valli del Noce 1809 – 2009
- Carlo Bonacina – la forma costruita
- Cent'anni della ferrovia Trento – Malè
- Oltre il muro

2010
- Quadri di fiori e frutti di Castel Thun
- I giochi di Einstein
- Roberto Cifarelli, jazzografi
- The Soul Picture Comedy installazione video di Michele Bellio
- Personale di Giorgio Conta
- Giuseppe Cuccio, figure contemporanee
- Giuseppe Angelico Dallabrida – pittore straordinario

2011
- Albrecht Dürer e il paesaggio trentino
- Lo spirito nobile della gente anaune
- Il decennio di Solidarnosc
- Con il cuore, con le mani – Volontariato Val di Non
- Percorsi d'incanto tra i presepi

2012
- La ricchezza del sottosuolo. Con meno energia vivere meglio
- Esposizione Carlo Sartori

2013
- Scatto Fisso: storie di biciclette, di uomini e di artisti

2014
- Buratto, fili, bastoni: marionette e burattini dal Cinquecento all'arte contemporanea